# 22 av. J.-C.
Cette page concerne l'année 22 av. J.-C. du calendrier julien.

## Événements
- 1er septembre : Auguste dédie le Temple de Jupiter Tonnant, à Rome[1].
- La Narbonnaise et Chypre deviennent provinces proconsulaires[2].
- Auguste quitte Rome pour un voyage en Sicile, en Grèce, en Asie Mineure, en Syrie (fin en 19 av. J.-C.)[2].

- Prise et destruction de la capitale du royaume et de la ville de Napata par le préfet romain Gaius Petronius[3] (au Soudan actuel, en aval de la quatrième cataracte sur le Nil).
- Ambassade d’Auguste auprès du roi Pandion, au sud de l’Inde[4].